# 미국 작가 조합

미국 작가 조합 이스트 로고

미국 작가 조합 웨스트 로고

미국 작가 조합(Writers Guild of America, WGA)은 미국의 노동조합으로, 2개의 노동 조합의 총칭이다. 동부(WGAE) 본부는 뉴욕에, 서부(WGAW) 본부는 로스앤젤레스에 위치하고 있다. 두 조합은 기본적으로 독립적으로 활동하지만, 계약 협상 및 파업 등 때에 따라서는 연합 활동을 하기도 한다. 아카데미상 시즌에는 작가조합상을 주최하고 있다.

## 같이 보기
- 미국 작가 조합상
- 미국감독조합 (DGA)
- 미국배우조합 (SAG-AFTRA)
- 미국제작자조합 (PGA)